# Yamon (distrito)
Yamon é um distrito peruano localizado na Província de Utcubamba, departamento Amazonas. Sua capital é a cidade de Yamon.

## Transporte
O distrito de Yamon não é servido pelo sistema de estradas terrestres do Peru.